# قطعنامه ۱۶۵۳ شورای امنیت
قطعنامه ۱۶۵۳ شورای امنیت سازمان ملل متحد که در تاریخ ۲۷ ژانویه ۲۰۰۶ تصویب شد، سندی بین‌المللی دربارهٔ بررسی وضعیت در منطقه دریاچه‌های بزرگ آفریقا است. این قطعنامه طی نشست ۵۳۵۹ام با ۱۵ رای موافق، ۰ مخالف و ۰ ممتنع تصویب شد.